# Caudebec-en-Caux
Caudebec-en-Caux foi uma comuna francesa na região administrativa da Normandia, no departamento de Sena Marítimo. Estendia-se por uma área de 4,93 km². Em 2010 a comuna tinha 4 269 habitantes (densidade: 865,9 hab./km²).
Em 1 de janeiro de 2016, passou a formar parte da nova comuna de Rives-en-Seine.